# Eduardo Aranda
Eduardo Aranda est un footballeur international paraguayen né le 28 janvier 1985 à Asuncion. Il évolue au poste de milieu de terrain.

## Biographie

### En club
Eduardo Aranda joue en Argentine, en Uruguay, au Paraguay, au Brésil et au Japon.
Il dispute 20 matchs en Copa Libertadores, inscrivant trois buts, et 17 matchs en Copa Sudamericana, marquant deux buts. Il est finaliste de la Copa Libertadores en 2013 avec le Club Olimpia, en étant battu par l'Atlético Mineiro.
Il joue plus de 100 matchs en première division uruguayenne, et également plus de 100 matchs en première division paraguayenne.

### En équipe nationale
Eduardo Aranda reçoit sa première sélection en équipe du Paraguay le 9 juin 2012, contre la Bolivie. Cette rencontre gagnée 3-1 rentre dans le cadre des éliminatoires du mondial 2014.
Il doit ensuite attendre l'année 2015 pour se voir à nouveau convoqué en équipe nationale. Il participe avec l'équipe du Paraguay à la Copa América 2015 organisée au Chili. Le Paraguay se classe quatrième de la compétition, derrière le Pérou.
Le 3 octobre 2015, il joue un match contre l'Argentine rentrant dans le cadre des éliminatoires du mondial 2018 (0-0).

## Palmarès
- Finaliste de la Copa Libertadores en 2013 avec le Club Olimpia
- Champion du Paraguay en 2011 (clôture) et 2015 (clôture) avec le Club Olimpia
- Finaliste du championnat de Rio de Janeiro en 2014 avec Vasco da Gama